# Владимировка (Новобугский район)
Владимировка (укр. Володимирівка) — село в Новобугском районе Николаевской области Украины.
Год основания неизвестен.. Население по переписи 2001 года составляло 57 человек. Почтовый индекс — 55633. Телефонный код — 5151. Занимает площадь 0,2 км².

## Местный совет
55632, Николаевская обл., Новобугский р-н, с. Софиевка, ул. Гагарина, 3